# Yu Jiang (vattendrag i Kina, Guangxi)
Yu Jiang är ett vattendrag i Kina. Det ligger i den autonoma regionen Guangxi, i den södra delen av landet, omkring 190 kilometer öster om regionhuvudstaden Nanning.
Genomsnittlig årsnederbörd är 2 243 millimeter. Den regnigaste månaden är maj, med i genomsnitt 363 mm nederbörd, och den torraste är oktober, med 38 mm nederbörd.